# Meri Jung
Meri Jung (hindi: मेरी जंग) è un film indiano del 1985 diretto da Subhash Ghai e prodotto da N.N. Sippy. Nel film recitano Anil Kapoor, Meenakshi Sheshadri, Nutan, Amrish Puri, Javed Jaffrey (al suo debutto), A. K. Hangal, Iftekhar, Kushboo e Parikshat Sahni, mentre la colonna sonora è realizzata da Laxmikant Pyarelal. Il film ha vinto due Filmfare Awards: migliore attrice non protagonista a Nutan e miglior attore non protagonista a Amrish Puri.

## Colonna sonora
Musiche di Laxmikant-Pyarelal.
1. Lata Mangeshkar, Nitin Mukesh – Zindagi Har Kadam
2. Lata Mangenshkar, Shabbir Kumar – Zindagi Har Kadam Ek Nai Jung Hai – 1
3. Kishore Kumar, Javed Jaffrey, S. Janaki – Bol Baby Bol Rock-n-Roll
4. Anuradha Paudwala – O Mere Khwabon Ke Shehzade
5. Lata Mangenshkar – Zindagi Har Kadam Ek Nai Jung Hai – 2
6. Laxmikant Kudalkar, Sublash Ghai – Jhoom Le Jhoom Le